# Гильом д’Эврё
Гильом (Уильям) д’Эврё (фр. Guillaume d'Évreux, англ. William of Évreux; умер 18 апреля 1118) — англонормандский аристократ, граф д’Эврё c 1067 года, сторонник короля Англии Генриха I.

## Биография
Гильом был сыном графа д’Эврё Ричарда и Годехильды де Тосни. По отцовской линии Вильгельм являлся правнуком нормандского герцога Ричарда I и троюродным братом короля Вильгельма Завоевателя. Отец Вильгельма д’Эврё принимал активное участие в нормандском завоевании Англии 1066 году, выделив 80 кораблей для перевозки рыцарей и солдат через Ла-Манш. После его смерти в 1067 году Вильгельм унаследовал обширное графство Эврё в юго-восточной части Нормандии.
В период войн между сыновьями Вильгельма Завоевателя за власть в Нормандии граф д’Эврё поддержал английского короля Генриха I Боклерка против герцога Роберта Куртгёза. Гильом д’Эврё со своими отрядами участвовал в военной кампании 1106 год], завершившейся разгромом Куртгёза в сражении при Теншбре и переходом Нормандии под власть Генриха I. Позднее, однако, жёсткая централизаторская политика Генриха в Нормандии вызвала его конфликт с частью баронов, в числе которых был и Вильгельм д’Эврё. В 1112 году последний был вынужден бежать в Анжу, однако уже в следующем году Гильом примирился с королём и вернулся в Нормандию.
Гильом д’Эврё был женат на Хелвисе Неверской (умерла ранее 1118), дочери графа Невера Гильома I. По свидетельству Ордерика Виталия, Хелвиса отличалась умом и способностью убеждать, но была алчной и жестокой. Её личная вражда с Изабеллой де Конш привела к длительной феодальной усобице между графом д’Эврё и сеньором Конша Раулем де Тосни.
Гильом и Хелвиса детей не имели. После смерти Вильгельма в 1118 году (похоронен в Фонтенельском аббатстве) мужская линия графов д’Эврё из Нормандской династии пресеклась. Ближайшим наследником был племянник Гильома Амори III де Монфор, однако король Генрих I объявил Эврё выморочным леном и присоединил графство к своему домену. Лишь после восстания Амори, поддержанного частью нормандских баронов, король утвердил переход графства к дому де Монфоров.